# 時実象一
時實 象一（ときざね そういち、1944年 - ）は、日本の図書館情報学者（理学博士、乙種、大阪大学、1987年）。元Chemical Abstracts Serviceアジア太平洋地区長、愛知大学元教授、学術情報XML推進協議会（XSPA）代表理事、一般社団法人情報科学技術協会（INFOSTA）前会長。専門は電子ジャーナル、デジタルアーカイブ、ウィキペディア。

## 経歴

### 学歴
1944年、岡山県に生まれる。東京都立立川高等学校卒業後、東京大学に進学。1966年に同大理学部化学科を卒業、同大学院理学系研究科化学専門課程修士課程進学。1968年同課程修了。1987年、理学博士、乙種。

### 職歴
修士修了後、東洋レーヨン株式会社入社、基礎研究所で化学研究・開発に従事。1976年に社団法人化学情報協議会 (現、化学情報協会、JAICI) に移籍。翌1977年にChemical Abstracts Service (CAS) に研修派遣、のち転籍。1995年にアジア太平洋地区責任者に。
1998年に科学技術振興事業団情報事業部に客員情報員として兼職、J-STAGEを開発。2004年に千葉大学知的財産本部特任教授に、翌2005年から2014年まで、愛知大学文学部図書館情報学専攻教授。退職後、東京大学大学総合教育研究センター非常勤講師、大学院情報学環高等客員研究員に。

### 学会歴
- 情報科学技術協会 - 会長（2014年 - 2017年）
- 学術情報XML推進協議会 - 代表理事（会長）
- 情報知識学会 - 理事
- デジタルアーカイブ学会 - 理事

## ウィキペディアでの活動
2007年以降、毎年学生にウィキペディアの作成実習を行わせている。

### ウィキペディアへの評価
2014年1月、当時勤務していた愛知大学の図書館広報に掲載された寄稿文で、「ウィキペディアの記事のうち、多くの人が目にする記事は、詳細で、また信頼性も高い」としつつも、「タレントに関する記事や、いわゆる『オタク』系の記事は、うわさ話や聞きかじりが多く、信頼性に乏しい」「また少数の人しか関心のない記事は、一見もっともらしいが信頼性に疑問がある。これらの記事はしばしば一面的で、不正確だったり、独自研究だったりするが、誰も他の人がチェックしないので、そのままになっている。ところが新聞記者などが、ある事件の背景を調べるとき、たいていウィキペディアを参考にするので、こうした不正確な記事の存在は問題である」と述べ、ウィキペディアを批判した。

## 著書
- 『インターネット時代の化学文献とデータベースの活用法』（神戸宣明監修、化学同人、2002年）
- 『SciFinder活用法 - 賢い化学情報検索のために -』（サイエンスハウス、2004年）
- 『理系のためのインターネット検索術 - ホンモノ情報を素早くみつける -』（講談社、2005年）
- 『デジタル・アーカイブの最前線 - 知識・文化・感性を消滅させないために -』（講談社、2015年）
- 『コピペと捏造 - どこまで許されるのか、表現世界の多様性を探る -』（樹村房、2016年）
- 『研究者のコピペと捏造』（樹村房、2018年）
- 『デジタルアーカイブの新展開』（勉誠出版、2023年）

### 博士論文
- 時實象一 (1987). Computer storage and retrieval of generic chemical structures [一般式化学構造のコンピュータによる蓄積と検索] (理学博士 乙第4124号). NAID 500000014395。

### 監修書
- 『新しい産業創造へ』（久永一郎編、勉誠社、2021年）

### 共著
- 『化学情報 - 文献とデータへのアクセス 第2版 -』（千原秀昭と、東京化学同人、1998年）
- 『情報検索の知識と技術 - 情報検索応用能力試験2級対応テキスト 新訂 -』（小野寺夏生、都築泉と、情報科学技術協会、2007年→2010年）
- 『化学コミュニケーション - 「社会のための化学」推進に向けて-』（御園生誠、青山聖子、伊藤卓、瀬田重敏、佐藤健太郎、中井武と、化学工業日報社、2011年）
- 『情報資源組織演習』（小西和信、田窪直規共編、川村敬一、小林康隆、鴇田拓哉、松井純子、渡邊隆弘と、樹村房、2013年→2017年）
- 『情報検索の知識と技術 - 検索技術者検定3級対応テキスト 基礎編 -』（吉井隆明編著、森美由紀、原田智子と、情報科学技術協会、2015年）
- 『情報資源組織論 改訂』（田窪直規編著、岸田和明、小林康隆、山﨑久道、渡邊隆弘と、樹村房、2016年）

### 訳書
- 『ケミカル・アブストラクツとCAS onlineの活用法』（Hedda Schulz、Ursula Georgy共著、日外アソシエーツ、1995年）

### 論文、予稿
- 時実象一「オンライン検索システムの比較」『情報管理』第20巻第12号、科学技術振興機構、1978年、929-944頁、doi:10.1241/johokanri.20.929、ISSN 00217298。
- 時実象一「CA Search検索補助資料と検索の戦略」『情報管理』第23巻第7号、科学技術振興機構、1980年、590-606頁、doi:10.1241/johokanri.23.590、ISSN 00217298。
- 時実象一「情報の多次元性 : 化学情報を例にとって(<講座>情報と企業活動(11))」『ドクメンテーション研究』第34巻第2号、情報科学技術協会、1984年、83-89頁、doi:10.18919/dokumen.34.2_83、ISSN 00125180。
- 時実象一「BEILSTEINデータベース」『情報の科学と技術』第39巻第3号、情報科学技術協会、1989年、89-94頁、doi:10.18919/jkg.39.3_89、ISSN 09133801。
- 時実象一「大学・大学院における化学情報教育」『化学と教育』第44巻第2号、日本化学会、1996年、125-128頁、doi:10.20665/kakyoshi.44.2_125、ISSN 03862151。
- 時実象一「インターネットで変わるデータベース・サービス」『薬学図書館』第42巻第3号、日本薬学図書館協議会、1997年、284-289頁、doi:10.11291/jpla1956.42.284、ISSN 03862062。
- 時実象一「学術系電子雑誌の現状」『情報管理』第41巻第5号、科学技術振興機構、1998年、343-354頁、doi:10.1241/johokanri.41.343、ISSN 00217298。
- 時実象一「1998年ロンドンオンライン情報会議報告」『薬学図書館』第44巻第2号、日本薬学図書館協議会、1999年、146-148頁、doi:10.11291/jpla1956.44.146、ISSN 0386-2062。
- 時実象一「情報の電子化技術－入門から応用まで」『情報管理』第42巻第1号、科学技術振興機構、1999年、73-84頁、doi:10.1241/johokanri.42.73、ISSN 00217298。
- 時実象一「電子ジャーナルの現状と動向」『情報管理』第43巻第5号、科学技術振興機構、2000年、391-410頁、doi:10.1241/johokanri.43.391、ISSN 00217298。
- 中村規子, 時実象一「薬学図書館協議会企画シンポジウム参加記」『薬学図書館』第49巻第3号、日本薬学図書館協議会、2004年、195-197頁、doi:10.11291/jpla1956.49.195、ISSN 03862062。
- 時実象一「化学分野のデータベースの現状と動向」『情報知識学会誌』第15巻第3号、情報知識学会、2005年、36-41頁、doi:10.2964/jsik_kj00003803576、ISSN 09171436。
- 時実象一「アジア諸国における電子ジャーナル動向の調査」『情報プロフェッショナルシンポジウム予稿集』第2005巻、情報科学技術協会、2005年、81-85頁、doi:10.11514/infopro.2005.0.81.0。
- 時実象一「日本発行の人文社会系学術雑誌・紀要」『情報知識学会誌』第18巻第2号、情報知識学会、2008年、204-208頁、doi:10.2964/jsik.18-204、ISSN 09171436。
- 時実象一, 和田光俊「海外二次情報データベースの最近の動向」『情報管理』第50巻第11号、科学技術振興機構、2008年、745-751頁、doi:10.1241/johokanri.50.745、ISSN 00217298。
- 時実象一「科学技術コモンズとオープンアクセス」『情報知識学会誌』第21巻第1号、情報知識学会、2011年、67-73頁、doi:10.2964/jsik.21_67、ISSN 09171436。
- 時実象一「著作権を勉強してみよう」『情報管理』第56巻第7号、科学技術振興機構、2013年、480-483頁、doi:10.1241/johokanri.56.480、ISSN 00217298。
- 時実象一「ウィキペディア教育の経験」『情報知識学会誌』第23巻第2号、情報知識学会、2013年、185-192頁、doi:10.2964/jsik.23_185、ISSN 09171436。
- 時実象一, 鈴木理加, 中村伸朗, 持井聡子「エンドユーザ向け検索ツールの比較：」『情報プロフェッショナルシンポジウム予稿集』第2014巻、情報科学技術協会、2014年、133-138頁、doi:10.11514/infopro.2014.0_133。
- 時実象一, 神谷枝里「公共図書館のデジタル・アーカイブの現状と課題」『情報プロフェッショナルシンポジウム予稿集』第2015巻、情報科学技術協会、2015年、119-122頁、doi:10.11514/infopro.2015.0_119。
- 時実象一, 渡邉沙友里「KHCoderを使ったクックパッドの紹介文の分析」『情報プロフェッショナルシンポジウム予稿集』第2016巻、情報科学技術協会、2016年、105-108頁、doi:10.11514/infopro.2016.0_105。
- 時実象一「学校教育とコピペ・捏造」『短期大学図書館研究』第39号、私立短期大学図書館協議会 ; 1980-、2019年、39-46頁、ISSN 03883663。
- 時実象一「欧州の映画アーカイブ」『デジタルアーカイブ学会誌』第3巻第4号、デジタルアーカイブ学会、2019年、388-393頁、doi:10.24506/jsda.3.4_388、ISSN 24329762。
- 時実象一「デジタルアーカイブにおけるdoiなどの永続的識別子の利用（前編）」『薬学図書館』第65巻第3号、日本薬学図書館協議会、2020年、115-120頁、doi:10.11291/jpla.65.3_115、ISSN 0386-2062。
- 時実象一「デジタルアーカイブにおけるdoiなどの永続的識別子の利用（後編）」『薬学図書館』第65巻第4号、日本薬学図書館協議会、2020年、198-204頁、doi:10.11291/jpla.65.4_198、ISSN 0386-2062。
- 時実象一「企業におけるデジタルアーカイブ」『デジタルアーカイブ学会誌』第5巻第3号、デジタルアーカイブ学会、2021年、175-177頁、doi:10.24506/jsda.5.3_175、ISSN 24329762。